# Togur
Togur (ros. Тогур) – miejscowość w Rosji.
Położona na Nizinie Zachodniosyberyjskiej w obwodzie tomskim u ujścia rzeki Kiet´ do Obu 8 km od Kołpaszewa. Liczba mieszkańców: 8,5 tys. (2003).